# Marius Fartum
Marius Myhre Fartum (* 21. November 1991) ist ein Badmintonnationalspieler aus Norwegen. 

## Sportliche Karriere
Von 2005 bis 2008 gewann Fartum zehn Titel im Nachwuchsbereich in Norwegen. 2007 startete er bereits bei den Norwegian International, wo er auch 2008 und 2009 am Start war. In den beiden letztgenannten Jahren repräsentierte er sein Land auch bei den Mannschaftseuropameisterschaften. 2008 startete er des Weiteren bei den Swedish International Stockholm, den Welsh International und den Irish International. Ein Jahr später war er erneut in Schweden am Start und spielte bei den Estonian International und den Spanish International sowie den Weltjuniorenmeisterschaften.
Sein erster großer nationaler Erfolg war der Gewinn der Bronzemedaille bei den norwegischen Einzelmeisterschaften im Herreneinzel 2010, wo er im Halbfinale gegen den späteren Meister Steinar Klausen mit 12:21 und 7:21 ausschied. 2013 wurde er sowohl im Doppel als auch im Einzel norwegischer Meister. Den Einzeltitel gewann er auch im Folgejahr.